# Virtus Verona 2022-2023
Questa voce raccoglie le informazioni riguardanti la Virtus Verona nelle competizioni ufficiali della stagione 2022-2023.

## Stagione
Nella stagione 2022-2023 la Virtus Verona disputa il girone A del campionato di Serie C, raccoglie 58 punti con il sesto posto finale. Nei Play-off supera il primo turno battendo (3-0) il Novara, nel secondo turno elimina il Padova, vincendo (0-1) all'Euganeo. Nel primo turno della fase nazionale incrocia il Pescara, pareggio (2-2) a Verona e vittoria (3-1) degli abruzzesi nel ritorno. I roosoblù allenati da Luigi Fresco sono partiti lenti, al termine del girone di andata con 22 punti erano in zona Play-out, poi hanno gocato un girone di ritorno stupendo, con 36 punti hanno fatto meglio di tutti, con gli stessi punti della Feralpisalò, promossa in Serie B. Nella Coppa Italia di Serie C veronesi subito fuori sconfitti (2-1) a Vicenza. Miglior marcatore stagionale l'argentino Juanito Gomez che ha firmato 11 reti.

## Divise e sponsor
Il fornitore di materiale è Erreà, mentre gli sponsor commerciali sono Pluris, Maxa e Isokinetic.
| Casa | Trasferta | Terza divisa |

## Calciomercato

### Sessione estiva(dal 01/07 al 01/09)
| Acquisti         | Acquisti           | Acquisti       | Acquisti   |
| R.               | Nome               | da             | Modalità   |
| ---------------- | ------------------ | -------------- | ---------- |
| P                | Ovidijus Siaulys   | Virtus Entella | prestito   |
| D                | Lorenzo Cellai     | Fiorentina     | prestito   |
| D                | Luca Munaretti     | Cremonese      | definitivo |
| D                | Marco Ruggero      | Luparense      | definitivo |
| D                | Mattia Santi       | L.R. Vicenza   | prestito   |
| C                | Raul Talarico      | L.R. Vicenza   | prestito   |
| C                | Mattia Turra       | Verona         | prestito   |
| C                | Leonardo Zarpellon | L.R. Vicenza   | definitivo |
| A                | Gianmarco Begheldo | Miranese       | definitivo |
| A                | Matteo Casarotto   | Montecchio     | definitivo |
| A                | Michael Fabbro     |                | definitivo |
| A                | Juanito Gómez      | Legnago        | definitivo |
| A                | Ismet Sinani       | Levico Terme   | definitivo |
| Altre operazioni |                    |                |            |
| R.               | Nome               | da             | Modalità   |

| Cessioni         | Cessioni                 | Cessioni       | Cessioni      |
| R.               | Nome                     | a              | Modalità      |
| ---------------- | ------------------------ | -------------- | ------------- |
| P                | Andrea Bianchini         |                | svincolato    |
| P                | Michele Bragantini       |                | svincolato    |
| D                | Filippo Pellacani        | Pescara        | definitivo    |
| D                | Antonio Pinto            | Pianese        | definitivo    |
| D                | Davide Zugaro De Matteis | Inter          | fine prestito |
| C                | Nicola Danieli           |                | svincolato    |
| C                | Antonio Metlika          | Sampdoria      | definitivo    |
| A                | Rachid Arma              | Sona           | definitivo    |
| A                | Mattia De Rigo           | Virtus Entella | fine prestito |
| A                | Mattia Marchi            |                | fine carriera |
| A                | Massimo Silvestri        | Riccione       | definitivo    |
| A                | Gianmarco Zigoni         |                | svincolato    |
| Altre operazioni |                          |                |               |
| R.               | Nome                     | a              | Modalità      |

## Rosa
| N. |                    | Ruolo | Calciatore                |
| -- | ------------------ | ----- | ------------------------- |
| 1  | Italia (bandiera)  | P     | Alessandro Giacomel       |
| 3  | Italia (bandiera)  | D     | Francesco Mazzolo         |
| 4  | Italia (bandiera)  | D     | Stefano Cella             |
| 5  | Italia (bandiera)  | D     | Manuel Daffara            |
| 6  | Italia (bandiera)  | C     | Simone Tronchin           |
| 8  | Italia (bandiera)  | C     | Gianmarco Begheldo        |
| 9  | Albania (bandiera) | A     | Ismet Simani              |
| 10 | Italia (bandiera)  | A     | Domenico Danti (capitano) |
| 11 | Italia (bandiera)  | C     | Gianni Manfrin            |
| 12 | Italia (bandiera)  | P     | Michele Bragantini        |
| 13 | Italia (bandiera)  | D     | Marco Ruggero             |
| 14 | Italia (bandiera)  | C     | Marco Amadio              |
| 15 | Italia (bandiera)  | C     | Filippo Vesentini         |
| 16 | Islanda (bandiera) | C     | Emil Hallfreðsson         |

| N. |                      | Ruolo | Calciatore         |
| -- | -------------------- | ----- | ------------------ |
| 17 | Italia (bandiera)    | C     | Lorenzo Lonardi    |
| 21 | Argentina (bandiera) | A     | Juanito Gomez      |
| 22 | Gambia (bandiera)    | P     | Sheikh Sibi        |
| 25 | Italia (bandiera)    | D     | Mattia Santi       |
| 27 | Italia (bandiera)    | D     | Carlo Faedo        |
| 30 | Italia (bandiera)    | C     | Leonardo Zarpellon |
| 31 | Italia (bandiera)    | A     | Andrea Nalini      |
| 34 | Italia (bandiera)    | C     | Edoardo Olivieri   |
| 44 | Italia (bandiera)    | C     | Raul Talarico      |
| 63 | Italia (bandiera)    | C     | Mattia Turra       |
| 72 | Italia (bandiera)    | A     | Edoardo Priore     |
| 90 | Italia (bandiera)    | C     | Matteo Casarotto   |
| 95 | Italia (bandiera)    | D     | Luca Munaretti     |
| 99 | Italia (bandiera)    | A     | Michael Fabbro     |

## Risultati

### Serie C

#### Girone di andata
| Arbitro: | Burlando (Genova) |

|                        |           |                        |
| Tronchin 37’ Danti 51’ | Marcatori | 1’ Pinzauti 86’ Eusepi |

| Arbitro: | Pezzopane (L'Aquila) |

|                 |           |           |
| Rossetti M. 35’ | Marcatori | 30’ Danti |

| Arbitro: | Tremolada (Monza) |

|  |           |                             |
|  | Marcatori | 42’ Candellone 49’ Magnaghi |

| Novara 17 settembre 2022, ore 17:30 CEST 4ª giornata | Novara           | 0 – 0 referto | Virtus Verona | Stadio Silvio Piola\| Arbitro: \| Diop (Treviglio) \| |
| Arbitro:                                             | Diop (Treviglio) |               |               |                                                       |

| Arbitro: | Di Francesco (Ostia Lido) |

|  |           |            |
|  | Marcatori | 21’ Icardi |

| Arbitro: | Catanoso (Reggio Calabria) |

|                                        |           |                                |
| Crimi 42’ Ganz 84’ Adorante 89’ (rig.) | Marcatori | 58’ (aut.) Pisseri 69’ Lonardi |

| Arbitro: | Maccarini (Arezzo) |

|           |           |                     |
| Danti 80’ | Marcatori | 40’ (rig.) Guccione |

| Padova 16 ottobre 2022, ore 17:30 CEST 8ª giornata | Padova            | 0 – 0 referto | Virtus Verona | Stadio Euganeo\| Arbitro: \| Burlando (Genova) \| |
| Arbitro:                                           | Burlando (Genova) |               |               |                                                   |

| Arbitro: | Pezzopane (L'Aquila) |

|  |           |                           |
|  | Marcatori | 36’, 38’ Comi 47’ Vergara |

| Arbitro: | Gangi (Enna) |

|              |           |  |
| Stanzani 41’ | Marcatori |  |

| Verona 30 ottobre 2022, ore 14:30 CEST 11ª giornata | Virtus Verona    | 0 – 0 referto | Arzignano Valchiampo | Centro sportivo Mario Gavagnin-Sinibaldo Nocini\| Arbitro: \| Cerbasi (Arezzo) \| |
| Arbitro:                                            | Cerbasi (Arezzo) |               |                      |                                                                                   |

| Arbitro: | Gandino (Alessandria) |

|            |           |              |
| Queros 40’ | Marcatori | 3’ Zarpellon |

| Arbitro: | Scarpa (Collegno) |

|           |           |                        |
| Danti 11’ | Marcatori | 9’ Ronaldo 58’ Ierardi |

| Arbitro: | Di Reda (Molfetta) |

|  |           |                      |
|  | Marcatori | 24’ Amadio 70’ Gomez |

| Arbitro: | Canci (Carrara) |

|  |           |                               |
|  | Marcatori | 86’ Nalini 90+5’ (rig.) Gomez |

| Arbitro: | Marotta (Sapri) |

|  |           |               |
|  | Marcatori | 90+1’ Capelli |

| Arbitro: | Ramondino (Palermo) |

|  |           |             |
|  | Marcatori | 64’ Manfrin |

| Arbitro: | Grasso (Ariano Irpino) |

|                                |           |  |
| Danti 24’ Fabbro 42’ Gomez 77’ | Marcatori |  |

| Arbitro: | Ceriello (Chiari) |

|  |           |                                      |
|  | Marcatori | 44’ Gomez 63’ Talarico 90’ Zarpellon |

#### Girone di ritorno
| Lecco 23 dicembre 2022, ore 14:30 CEST 20ª giornata | Lecco          | 0 – 0 referto | Virtus Verona | Stadio Mario Rigamonti-Mario Ceppi\| Arbitro: \| Pacella (Roma) \| |
| Arbitro:                                            | Pacella (Roma) |               |               |                                                                    |

| Arbitro: | D'Eusanio (Faenza) |

|           |           |                           |
| Gomez 81’ | Marcatori | 52’ Palazzolo 66’ Plescia |

| Lignano Sabbiadoro 14 gennaio 2023, ore 17:30 CEST 22ª giornata | Pordenone        | 0 – 0 referto | Virtus Verona | Stadio Guido Teghil\| Arbitro: \| Diop (Treviglio) \| |
| Arbitro:                                                        | Diop (Treviglio) |               |               |                                                       |

| Arbitro: | Pezzopane (L'Aquila) |

|  |           |                |
|  | Marcatori | 69’ Benalouane |

| Arbitro: | Gauzolino (Torino) |

|  |           |                            |
|  | Marcatori | 5’ Danti 54’ (aut.) Panico |

| Verona 1º febbraio 2023, ore 18:30 CEST 25ª giornata | Virtus Verona    | 0 – 0 referto | Triestina | Centro sportivo Mario Gavagnin-Sinibaldo Nocini\| Arbitro: \| Andreano (Prato) \| |
| Arbitro:                                             | Andreano (Prato) |               |           |                                                                                   |

| Arbitro: | Leone (Barletta) |

|                  |           |                                             |
| Bocalon 28’, 43’ | Marcatori | 51’ Kristoffersen 79’ Gomez 90+1’ Casarotto |

| Arbitro: | Luongo (Napoli) |

|             |           |           |
| Faedo 90+3’ | Marcatori | 41’ Vasic |

| Arbitro: | Maggio (Lodi) |

|  |           |                                    |
|  | Marcatori | 12’ Gomez 46’ Daffara 54’ Ruggiero |

| Arbitro: | Restaldo (Ivrea) |

|                        |           |  |
| Casarotto 8’ Gomez 26’ | Marcatori |  |

| Arzignano 5 marzo 2023, ore 17:30 CEST 30ª giornata | Arzignano Valchiampo | 0 – 0 referto | Virtus Verona | Stadio Tommaso Dal Molin\| Arbitro: \| Vingo (Pisa) \| |
| Arbitro:                                            | Vingo (Pisa)         |               |               |                                                        |

| Arbitro: | Crezzini (Siena) |

|                                   |           |                    |
| Daffara 54’ Nalini 58’ Fabbro 86’ | Marcatori | 12’ (rig.) Salzano |

| Arbitro: | Panettella (Gallarate) |

|  |           |                        |
|  | Marcatori | 42’ Danti 54’ Leonardi |

| Arbitro: | Gianquinto (Parma) |

|               |           |  |
| Casarotto 77’ | Marcatori |  |

| Arbitro: | Maccarini (Arezzo) |

|             |           |  |
| Manfrin 12’ | Marcatori |  |

| Arbitro: | Centi (Terni) |

|                        |           |           |
| Bianco 33’ Gerbi 90+1’ | Marcatori | 55’ Faedo |

| Arbitro: | Gandino (Alessandria) |

|                               |           |           |
| Gomez 88’ Kristoffersen 90+1’ | Marcatori | 67’ Cocco |

| Arbitro: | G. Sacchi (Macerata) |

|                |           |           |
| Sorrentino 62’ | Marcatori | 42’ Gomez |

| Arbitro: | Di Reda (Molfetta) |

|                                                             |           |            |
| Fabbro 43’ Danti 48’ (rig.) Kristoffersen 85’ Daffara 90+2’ | Marcatori | 12’ Cudrig |

### Play-off
| Arbitro: | Calzavara (Varese) |

|                             |           |  |
| Fabbro 4’, 47’ Tronchin 35’ | Marcatori |  |

| Arbitro: | Carrione (Castellammare di Stabia) |

|  |           |           |
|  | Marcatori | 81’ Gómez |

| Arbitro: | Cavaliere (Paola) |

|                         |           |                        |
| Danti 44’ Casarotto 68’ | Marcatori | 27’, 84’ Delle Monache |

| Arbitro: | Collu (Cagliari) |

|                           |           |                   |
| Brosco 18’ Kraja 49’, 54’ | Marcatori | 15’ Kristoffersen |

### Coppa Italia Serie C
| Arbitro: | Restaldo (Ivrea) |

|                         |           |              |
| Padella 43’ Alessio 48’ | Marcatori | 70’ Begheldo |